# Trine Haltvik
Trine Haltvik   (Trondheim, 23 de març de 1965) és una exjugadora d'handbol noruega que va competir entre les dècades de 1980 i 2000.
Durant la seva carrera esportiva va prendre part en tres edicions dels Jocs Olímpics. El 1988, als Jocs de Seül, guanyà la medalla de plata. El 1996, als Jocs d'Atlanta, finalitzà en quarta posició, mentre el 2000, als jocs de Sydney guanyà la medalla de bronze. En el seu palmarès també destaquen una medalla d'or, una de plata i una de bronze al campionat del món d'handbol i una d'or i una de plata al Campionat d'Europa d'handbol. Entre 1984 i el 2000 jugà un total de 241 partits i marcà 834 gols amb la selecció nacional.
A nivell de clubs jugà pràcticament tota la seva carrera al Byåsen IL (1981 a 2006), a excepció de la temporada 1999-2000 que la jugà al Remudas Gran Canaria de la lliga espanyola. Guanyà cinc lligues i tres copes noruegues. El 1998 fou escollida millor jugadora de l'any de l'IHF.